# Daniel Serrano Coronado
Daniel Serrano Coronado (Barcelona, 18 de junio de 1976) es un abogado y político español, diputado por Barcelona del Partido Popular Catalán en el Parlamento de Cataluña.

## Biografía
Nacido en Barcelona el 18 de junio de 1976, estudió Derecho en la Universidad Autónoma de Barcelona y es abogado especializado en Derecho Civil y Mercantil. Es afiliado del Partido Popular y ha sido presidente del Comité de Derechos y Garantías del Partido Popular de Cataluña. En las elecciones generales de 2011 fue elegido diputado por la circunscripción electoral de Barcelona, siendo portavoz del Partido Popular en la comisión de Asuntos Exteriores y vocal en las comisiones de Defensa, mixta para la Unión Europea y mixta de control parlamentario de la corporación RTVE. Dejó de ser diputado el 27 de octubre de 2015. En las elecciones municipales de 2015 fue elegido concejal del ayuntamiento de Cornellá de Llobregat.